# Transatlantische vlucht van Alcock en Brown

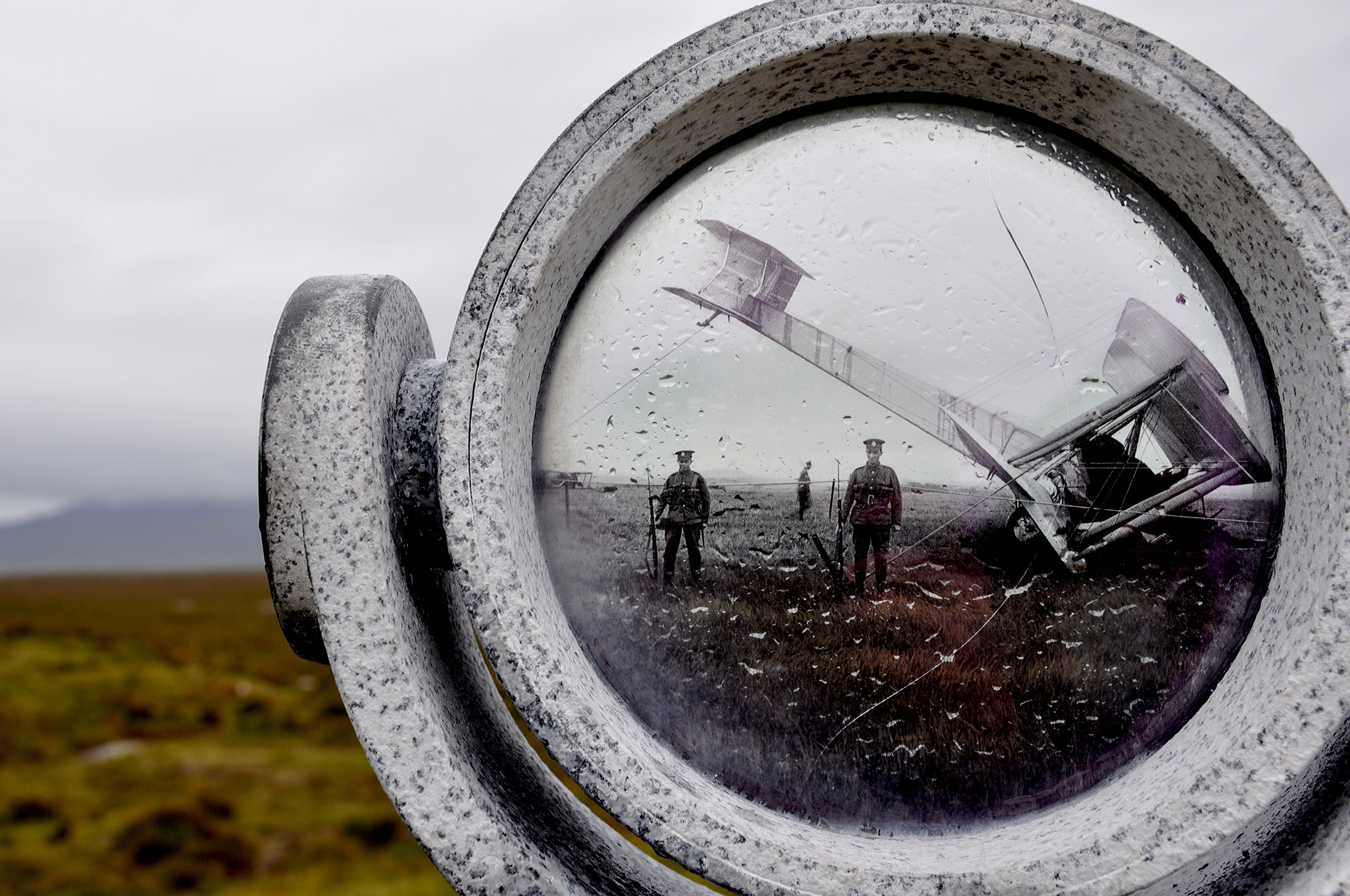
Landingsplaats op Derrigimlagh Bog

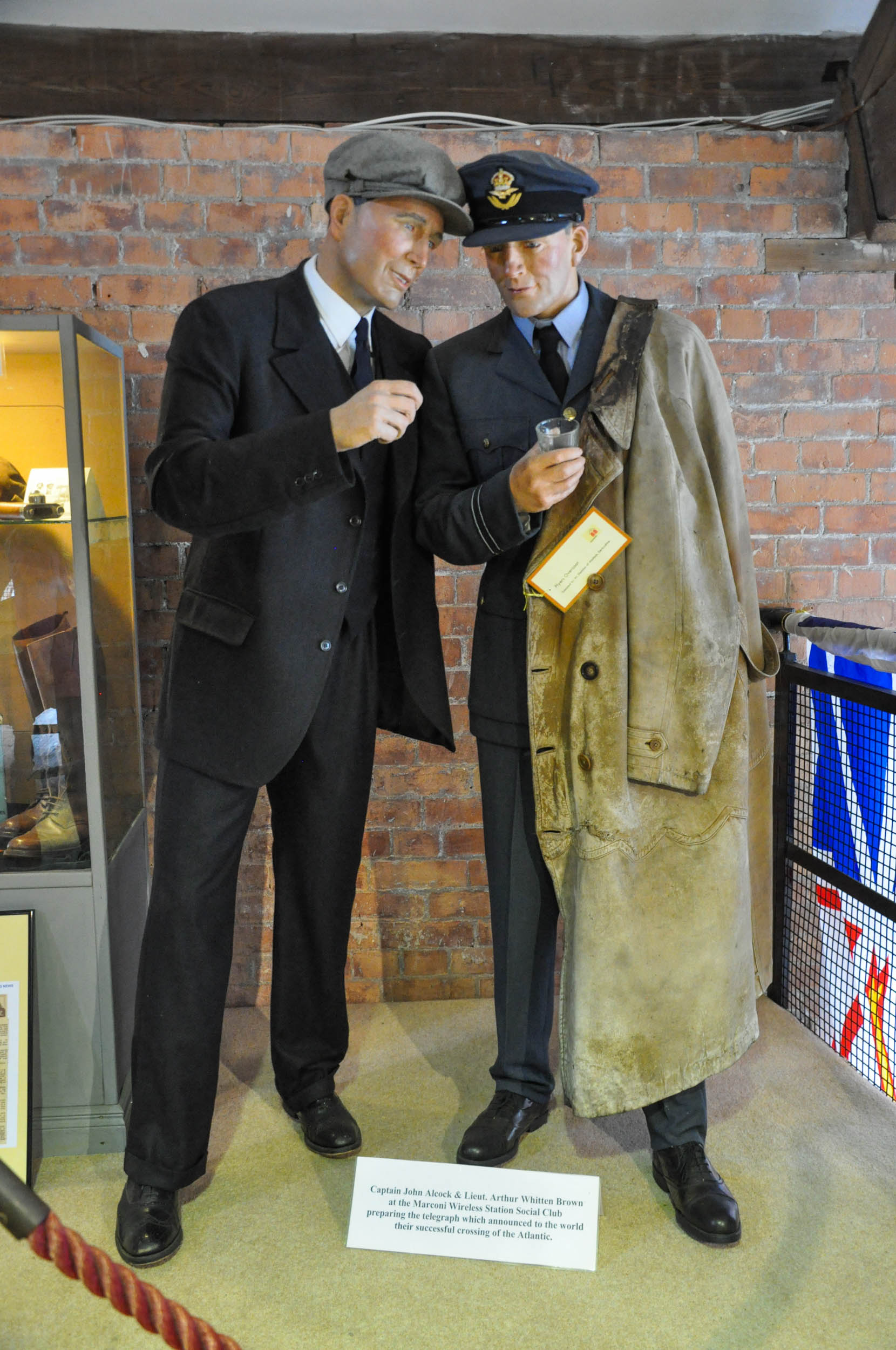
Alcock en Brown (Station House Museum, Clifden)

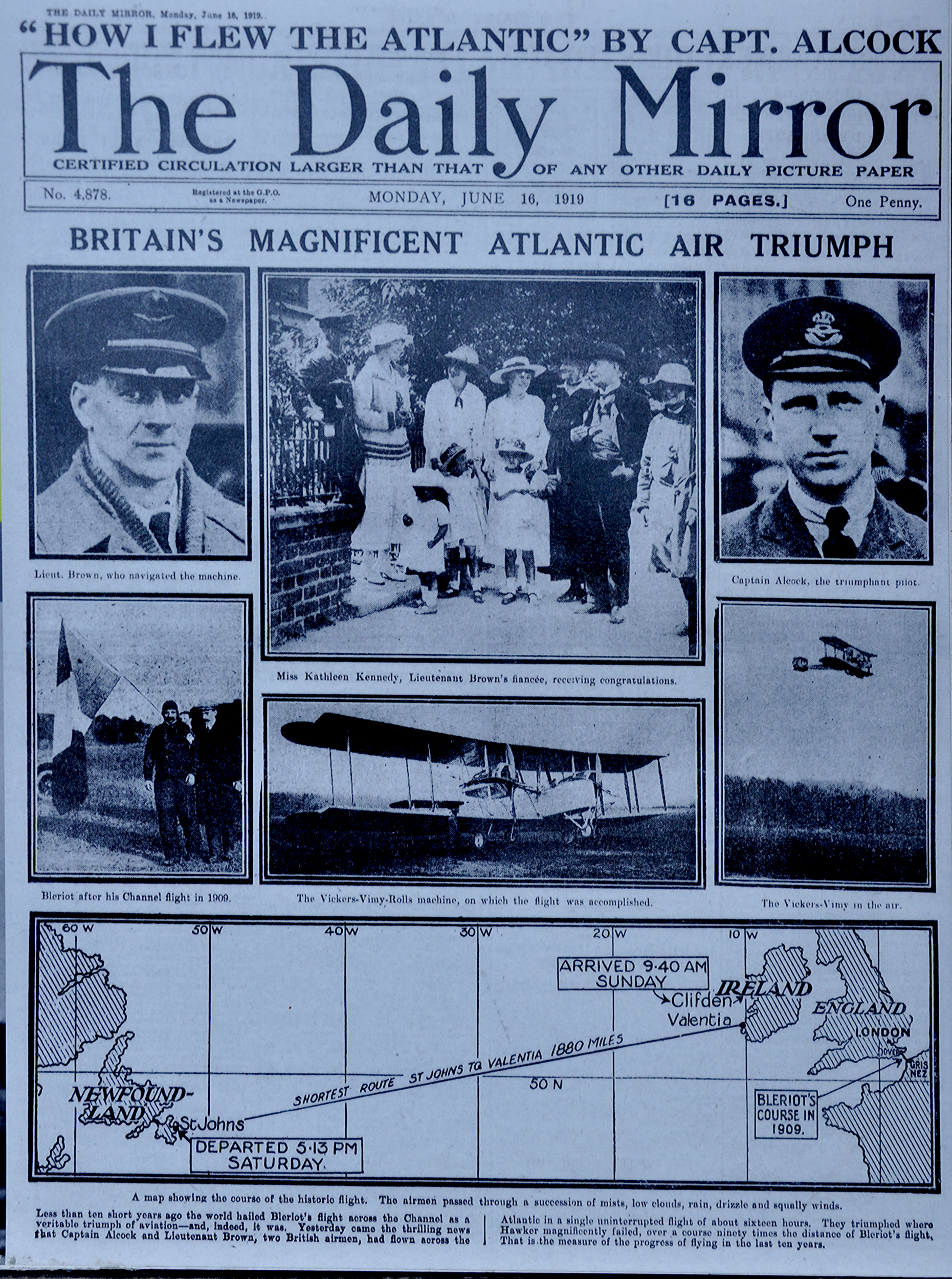
Voorblad The Daily Mirror 16 juni 1919

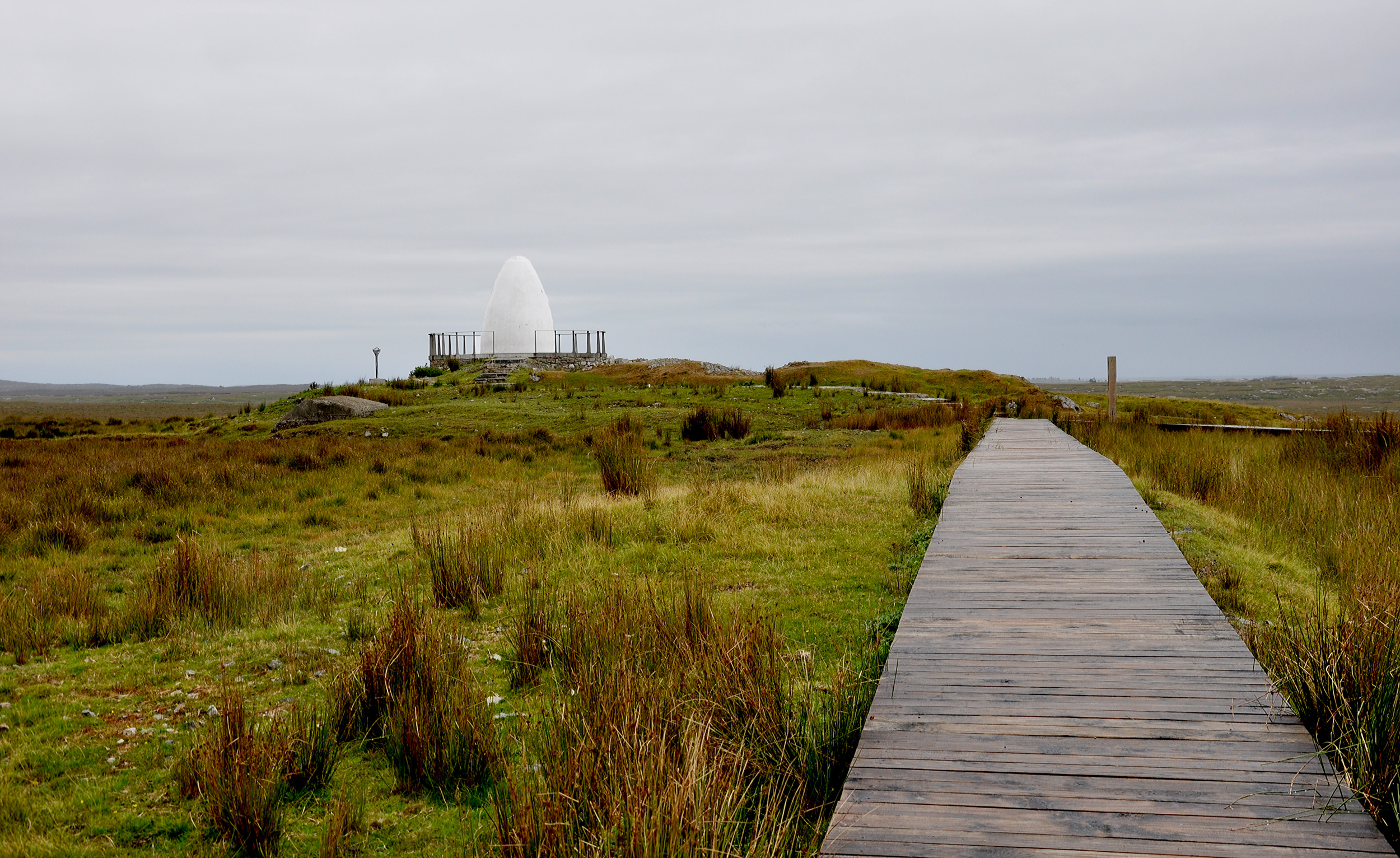
Alcock and Brown Memorial, Derrigimlagh Bog

De Britse piloten Alcock en Brown maakten op 14 -15 juni 1919 de allereerste non-stop transatlantische vlucht. John Alcock en Arthur Brown vlogen met een aangepaste Vickers Vimy-bommenwerper uit de Eerste Wereldoorlog van St. John's (Newfoundland en Labrador), Canada, naar Clifden, County Galway, Ierland. De minister van Luchtvaart, Winston Churchill, overhandigde hen de Daily Mail-prijs voor de eerste oversteek van de Atlantische Oceaan per vliegtuig in minder dan 72 opeenvolgende uren. Een kleine hoeveelheid post werd op de vlucht vervoerd, waardoor het ook de eerste transatlantische luchtpostvlucht was. De twee vliegeniers werden een week later door koning George V in Windsor Castle onderscheiden met de Knight Commander of the Most Excellent Order of the British Empire.

## Achtergrond
John Alcock werd geboren in 1892 in  Manchester, Engeland. Bij zijn familie en vrienden bekend als "Jack", raakte hij voor het eerst geïnteresseerd in vliegen op de leeftijd van zeventien en behaalde zijn vliegbrevet in november 1912. Alcock was een vaste deelnemer in vliegtuigwedstrijden in Hendon in 1913-1914. Hij werd militair piloot tijdens de Eerste Wereldoorlog. Na de oorlog wilde Alcock zijn vliegcarrière voortzetten en ging hij de uitdaging aan om als eerste de Atlantische Oceaan over te vliegen.
Arthur Whitten Brown werd geboren in Glasgow, Schotland in 1886 en kort daarna verhuisde het gezin naar Manchester. Bij zijn familie en vrienden bekend als "Teddie", begon hij zijn carrière in de techniek voor het uitbreken van de Eerste Wereldoorlog. 
In april 1913 bood de Londense krant de Daily Mail een prijs aan van £ 10.000 aan de piloot die als eerste de Atlantische Oceaan zou oversteken in een vliegtuig tijdens de vlucht van een punt in de Verenigde Staten van Amerika, Canada of Newfoundland naar een punt in Groot-Brittannië of Ierland in 72 opeenvolgende uren. De wedstrijd werd gestaakt bij het uitbreken van de oorlog in 1914, maar heropend nadat de wapenstilstand in 1918 werd uitgeroepen.
Zowel Brown als Alcock waren krijgsgevangenen geweest tijdens de oorlog. Terwijl Brown zijn vaardigheden op het gebied van luchtvaartnavigatie bleef ontwikkelen, benaderde Alcock het ingenieurs- en luchtvaartbedrijf van Vickers in Weybridge, dat had overwogen om met hun Vickers Vimy IV-tweemotorige bommenwerper aan de wedstrijd deel te nemen, maar nog geen piloot had gevonden. De Vimy was oorspronkelijk vervaardigd in Vickers in Crayford, de eerste twaalf werden daar gemaakt en getest op het vliegveld Joyce Green, Dartford. Het was een groot ongemak om het vliegtuig te moeten demonteren om het naar Joyce Green te verplaatsen, dus werd de productie verplaatst naar Weybridge. Het dertiende vliegtuig dat Vimy fabriceerde, was het toestel dat werd gebruikt voor de trans-Atlantische oversteek. Alcock zei dat dertien zijn geluksgetal was. Sir Henry Norman raakte betrokken bij de gedetailleerde planning van een voorgestelde trans-Atlantische vlucht met behulp van de F.B.27. Deze planning omvatte de te vliegen route en natuurlijk de hangarfaciliteiten en de levering van brandstof die nodig was voor het vliegtuig in Newfoundland. 
Het enthousiasme van Alcock maakte indruk op het team van Vickers en hij werd aangesteld als hun piloot. Er werd begonnen met het ombouwen van de Vimy voor de lange vlucht, waarbij de bommenrekken werden vervangen door extra benzinetanks. Kort daarna benaderde Brown, die werkloos was, Vickers op zoek naar een baan. Zijn kennis van langeafstandsnavigatie overtuigde hen om hem als Alcocks navigator aan te nemen.

## De vlucht
Verschillende teams namen deel aan de wedstrijd en toen Alcock en Brown in St. John's, Newfoundland aankwamen, bevond het Handley Page-team zich in de laatste fase van het testen van hun vliegtuig voor de vlucht, maar hun leider, admiraal Mark Kerr, was vastbesloten om pas in de lucht te gaan als het vliegtuig in perfecte staat was. Het Vickers-team verzamelde snel hun vliegtuig en rond 13:45 uur op 14 juni, terwijl het Handley Page-team nog een laatste test uitvoerde, steeg het Vickers-vliegtuig op van Lester's Field. Alcock en Brown vlogen met de gemodificeerde Vickers Vimy, aangedreven door twee Rolls-Royce Eagle 360 pk-motoren die werden ondersteund door een on-site Rolls Royce-team onder leiding van ingenieur Eric Platford. Het duo had mascottes mee voor de vlucht, Alcock had 'Lucky Jim' terwijl Brown 'Twinkletoes' had.
Het was geen gemakkelijke vlucht. Het overbelaste vliegtuig had moeite met het opstijgen van het ruige veld en miste amper de toppen van de bomen. Om 17:20 viel de door de wind aangedreven elektrische generator uit, waardoor ze geen radiocontact, intercom en verwarming meer hadden. Een uitlaatpijp barstte kort daarna en veroorzaakte een angstaanjagend geluid dat een gesprek onmogelijk maakte zonder de defecte intercom.
Om 17.00 uur moesten ze door dichte mist vliegen. Dit was ernstig omdat Brown de sextant niet kon gebruiken om te navigeren. Blind vliegen in mist of wolken mag alleen worden ondernomen met gyroscopische instrumenten, die ze niet hadden. Alcock verloor tweemaal de controle over het vliegtuig en raakte bijna de zee na een spiraalduik. Hij had ook te maken met een kapotte trimcontrole waardoor het vliegtuig erg neuszwaar werd hoe meer brandstof er werd verbruikt.
Om 12:15 uur ving Brown een glimp op van de sterren en hij kon zo zijn sextant gebruiken om te ontdekken dat ze op koers lagen. Hun elektrische verwarmingspakken werkten niet waardoor ze het erg koud hadden in de open cockpit. Om drie uur 's nachts vlogen ze in een grote sneeuwstorm. Ze waren doorweekt van de regen, hun instrumenten waren bevroren en het vliegtuig dreigde te bevriezen en oncontroleerbaar te worden. De carburateurs waren ook bevroren en er is gezegd dat Brown op de vleugels moest klimmen om de motoren schoon te maken, hoewel hij daar later geen melding van maakte.
Ze kwamen aan in County Galway en landden op 15 juni 1919 om 8.40 uur, niet ver van hun beoogde landingsplaats, na minder dan zestien uur vliegen. Het vliegtuig raakte bij aankomst beschadigd omdat het landde op wat vanuit de lucht leek op een geschikt groen veld, maar dat Derrygimlagh bog bleek te zijn, nabij Clifden in County Galway in Ierland. Dit zorgde ervoor dat het vliegtuig over de kop sloeg, hoewel geen van de piloten gewond raakte. Brown zei achteraf dat als het weer goed was geweest, ze door hadden kunnen vliegen naar Londen.
Hun hoogte varieerde tussen zeeniveau en 3700 meter hoogte. Ze vertrokken met 3900 liter brandstof. Ze vlogen circa veertien en een half uur over de Noord-Atlantische Oceaan en vlogen in 15 uur en 57 minuten 3040 kilometer met een gemiddelde snelheid van 185 km/h. Hun eerste interview werd gegeven aan Tom 'Cork' Kenny van The Connacht Tribune. Alcock en Brown werden na hun vlucht als helden behandeld en naast een aandeel in de Daily Mail-award van £ 10.000, ontving Alcock £ 2100 (2000 guineas van de State Express Cigarette Company en £ 1.000 van Laurence R Philipps) omdat hij de eerste Brit was die over de Atlantische Oceaan vloog. Beide mannen werden een paar dagen later geridderd door koning George V. Alcock en Brown vlogen op 17 juli 1919 naar Manchester, waar ze door de Lord Mayor and Corporation werden ontvangen en onderscheidingen kregen voor hun prestatie.

## Memorials
Twee gedenktekens ter herdenking van de vlucht bevinden zich in de buurt van de landingsplaats in County Galway, Ierland. De eerste is een grote witte steen op Derrigimlagh Bog, vier kilometer ten zuiden van Clifden op de plaats van Marconi's eerste trans-Atlantische draadloze station van waaruit de vliegeniers hun succes naar Londen doorgaven, en ongeveer 500 meter van de plek waar ze landden. Daarnaast is er een sculptuur van de staartvin van een vliegtuig op Errislannan Hill, twee kilometer ten noorden van hun landingsplaats, gewijd aan de veertigste verjaardag van hun landing, 15 juni 1959.
Drie monumenten markeren het vertrekpunt van de vlucht in Newfoundland. Een werd opgericht door de regering van Canada in 1952 op de kruising van Lemarchant Road en Patrick Street in St. John's, een tweede monument bevindt zich op Lemarchant Road, terwijl de derde werd onthuld door de premier van Newfoundland en Labrador, Joseph Smallwood op Blackmarsh Road.
In 1954 werd op London Heathrow Airport een herdenkingsstandbeeld opgericht om hun vlucht te vieren. Er is ook een monument op de luchthaven van Manchester, op minder dan 13 kilometer van de geboorteplaats van John Alcock. Hun vliegtuig (herbouwd door de Vickers Company) staat in het Science Museum in South Kensington, Londen.
De Royal Mail gaf op 2 april 1969 een postzegel uit ter herdenking van de 50e verjaardag van de vlucht.
In juni 2019 heeft de Central Bank of Ireland 3000 zilveren herdenkingsmunten van €15 uitgegeven ter herdenking van de 100ste verjaardag van de vlucht. 
Van april tot oktober 2019 werden er in Crayford en Bexley verschillende evenementen gehouden ter herdenking van de honderdste verjaardag van de vlucht en het bezoek van Alcock en Brown aan Crayford in juli 1919 toen ze als verrassingsgasten te gast waren bij de heropening van The Princesses Theatre door de hertog van York (later koning George VI). De evenementen omvatten lezingen, tentoonstellingen, een feestdag in Hall Place and Gardens, bijgewoond door ongeveer 3500 mensen en vooral een bezoek van de hertog van Kent om een nieuwe bank in het centrum van Crayford te onthullen met een levensgrote Alcock en Brown aan elk uiteinde en om openbare kunstwerken te bekijken die werden ontworpen door lokale scholen.

## Fotogalerij

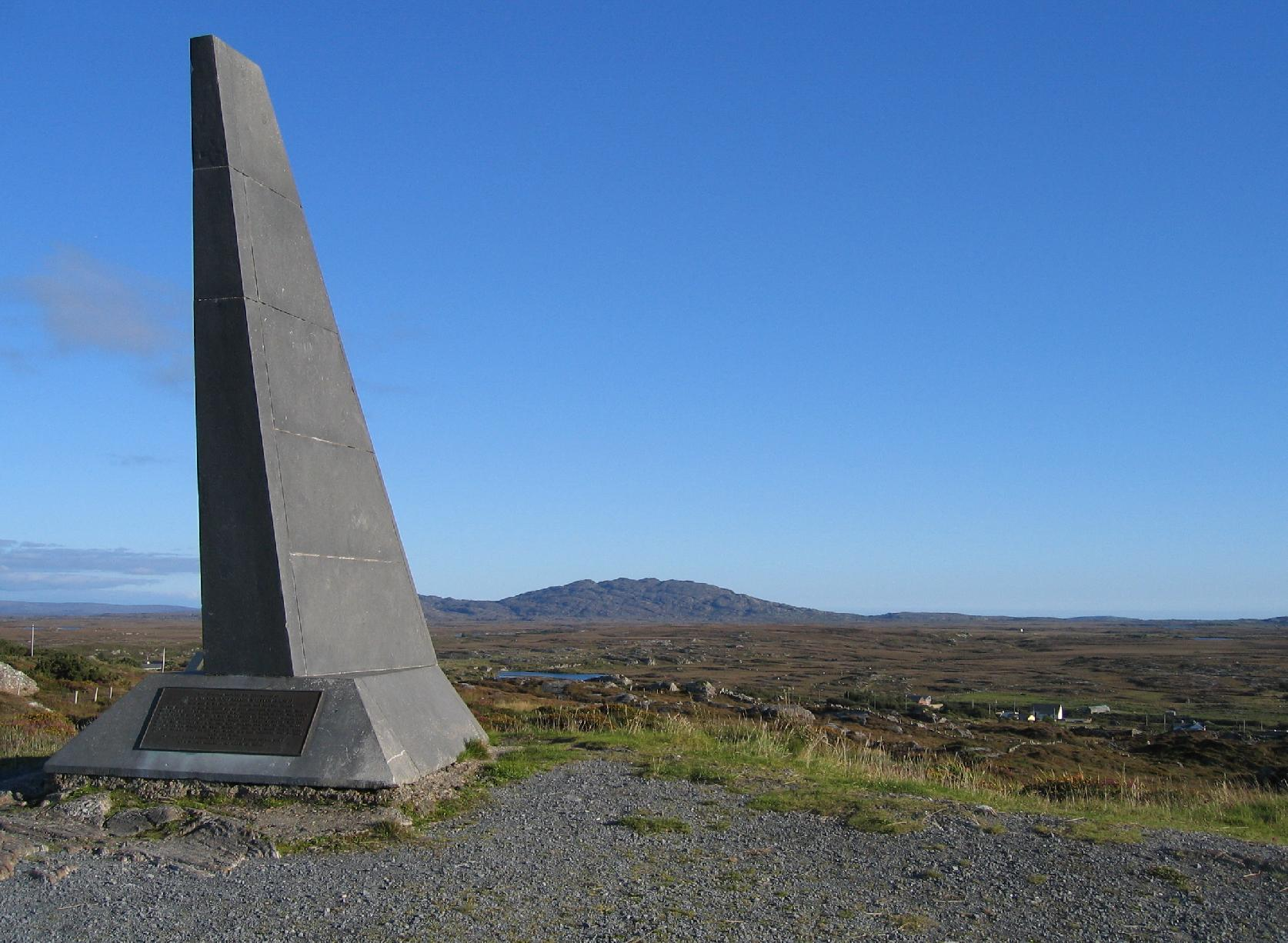
Gedenkteken op Errislannan Hill
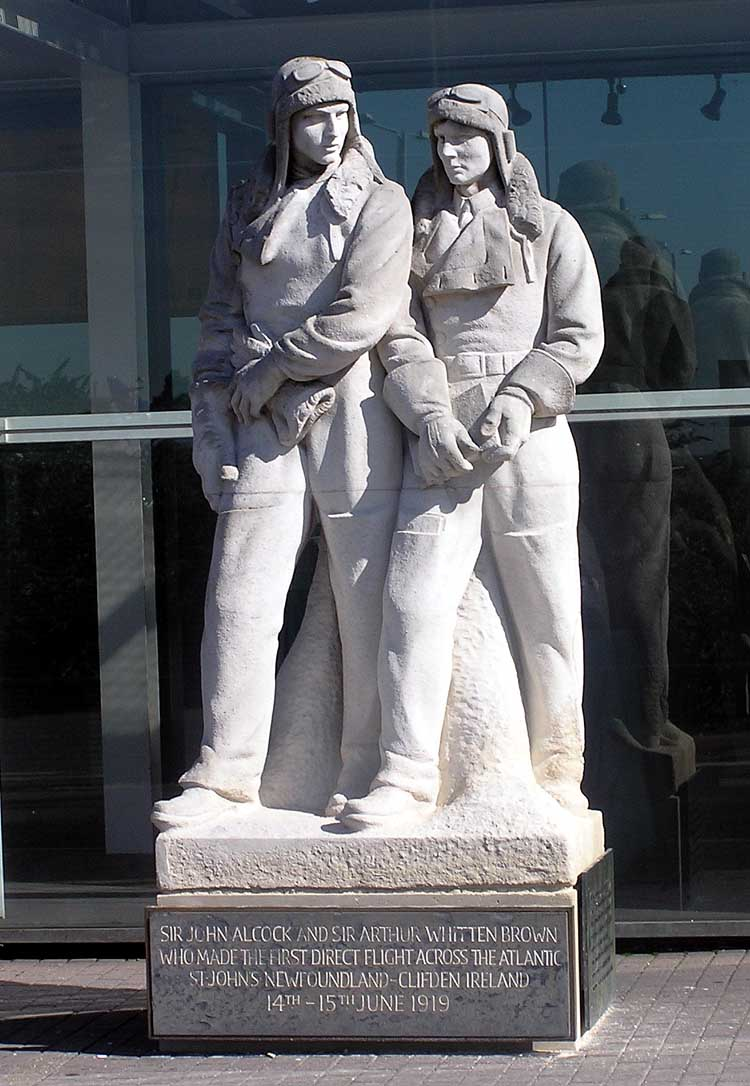
Standbeeld van Alcock en Brown op London (Heathrow) Airport
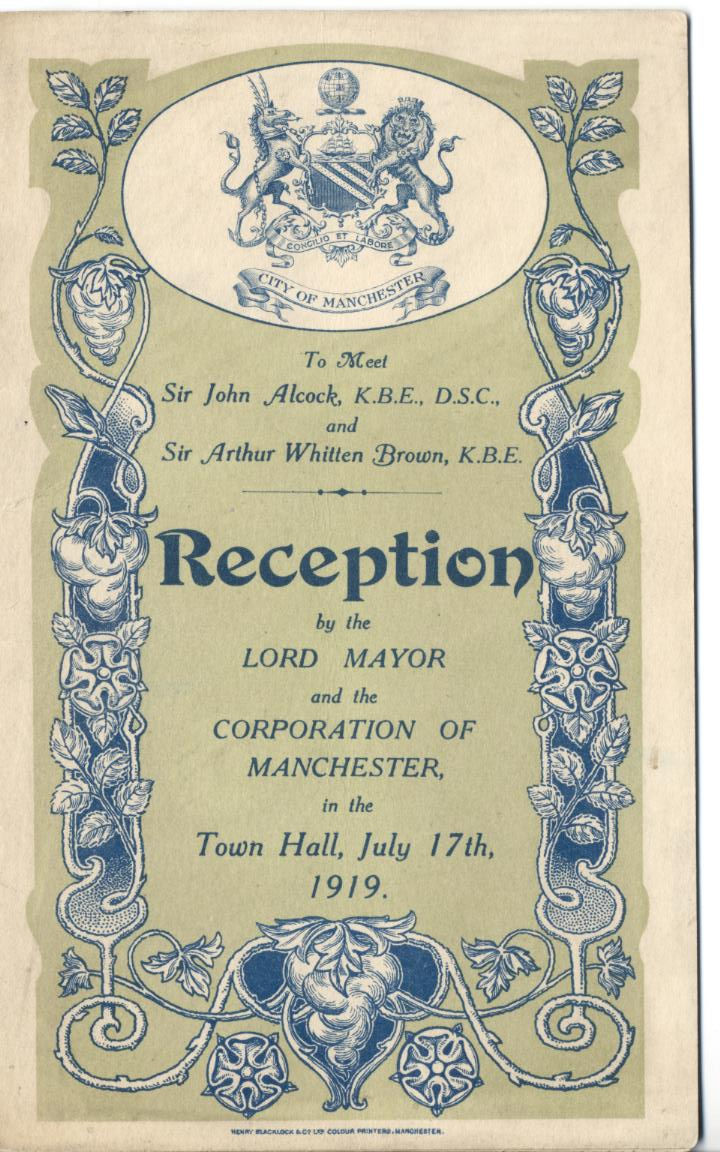
Cover van het Civic Reception-programma voor Alcock en Brown in het stadhuis van Manchester 17 juli 1919
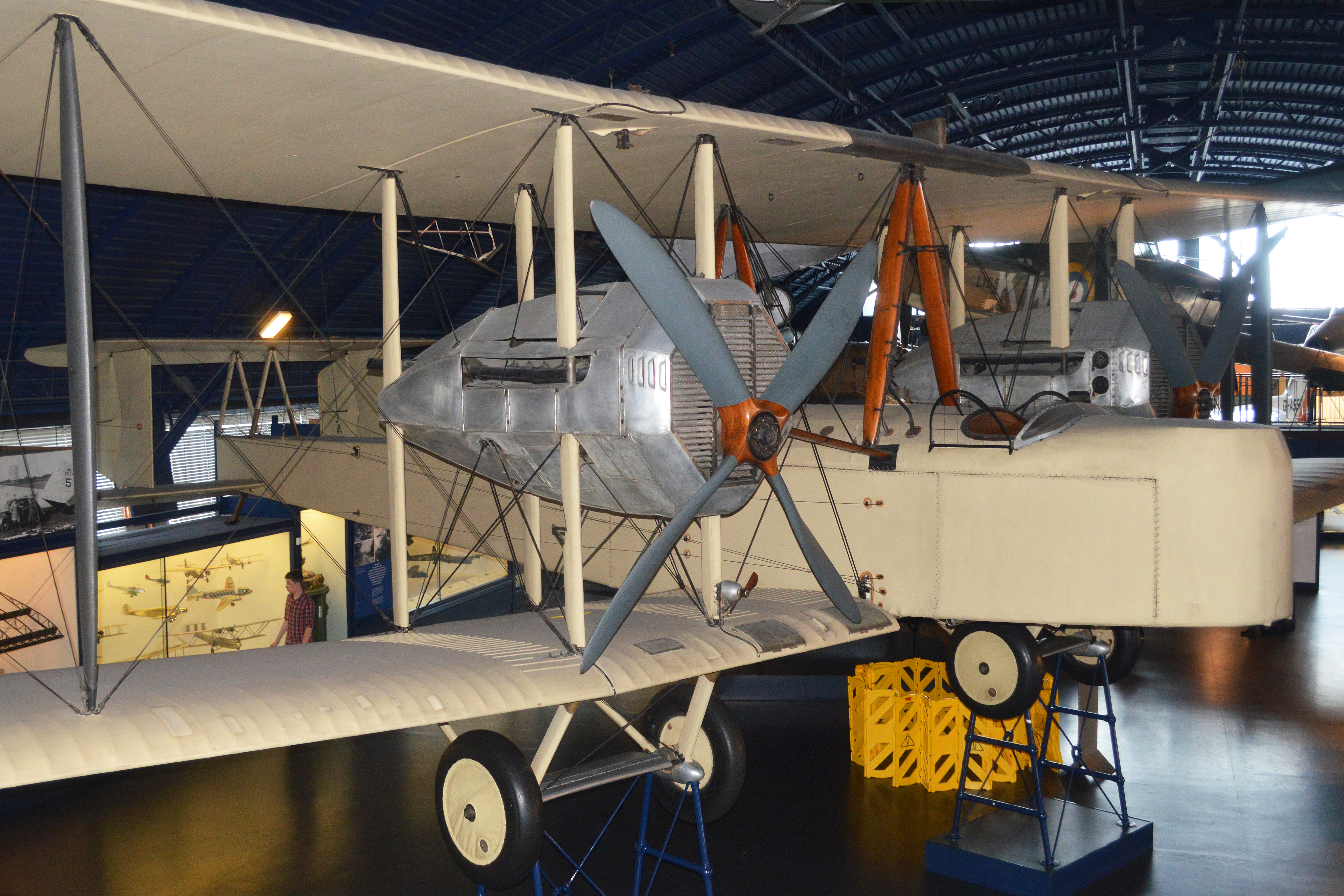
Vickers Vimy in het Science Museum, Londen
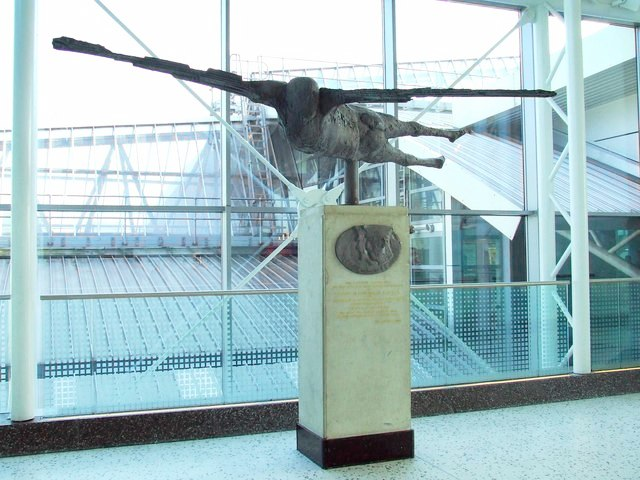
Beeldhouwwerk ter herdenking van de vlucht, Manchester Airport
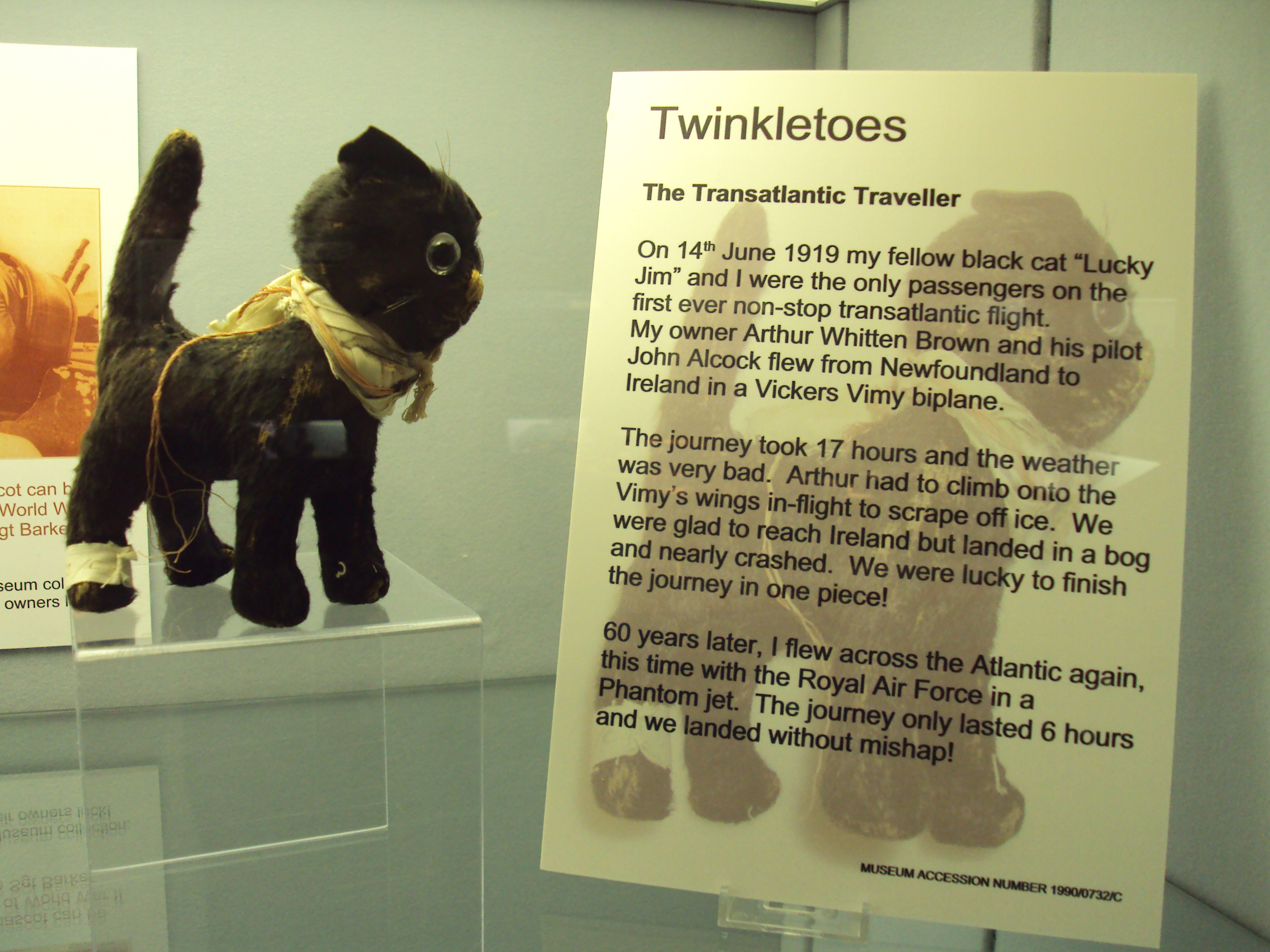
Brown's mascotte "Twinkletoes" (RAF Museum Cosford, Shropshire, England)

### Startplaats van de vlucht (1919)

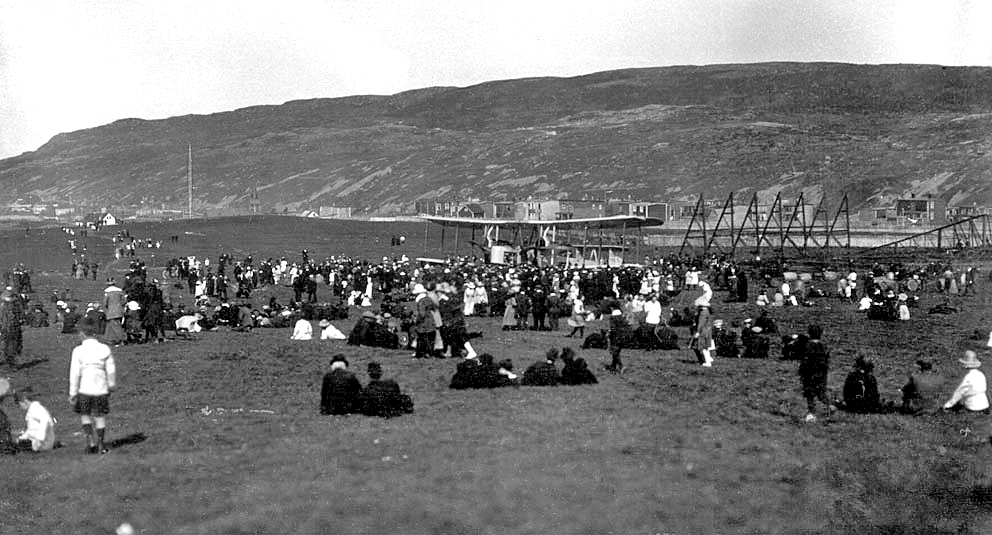
De startplaats op St. John's, Newfoundland, 1919
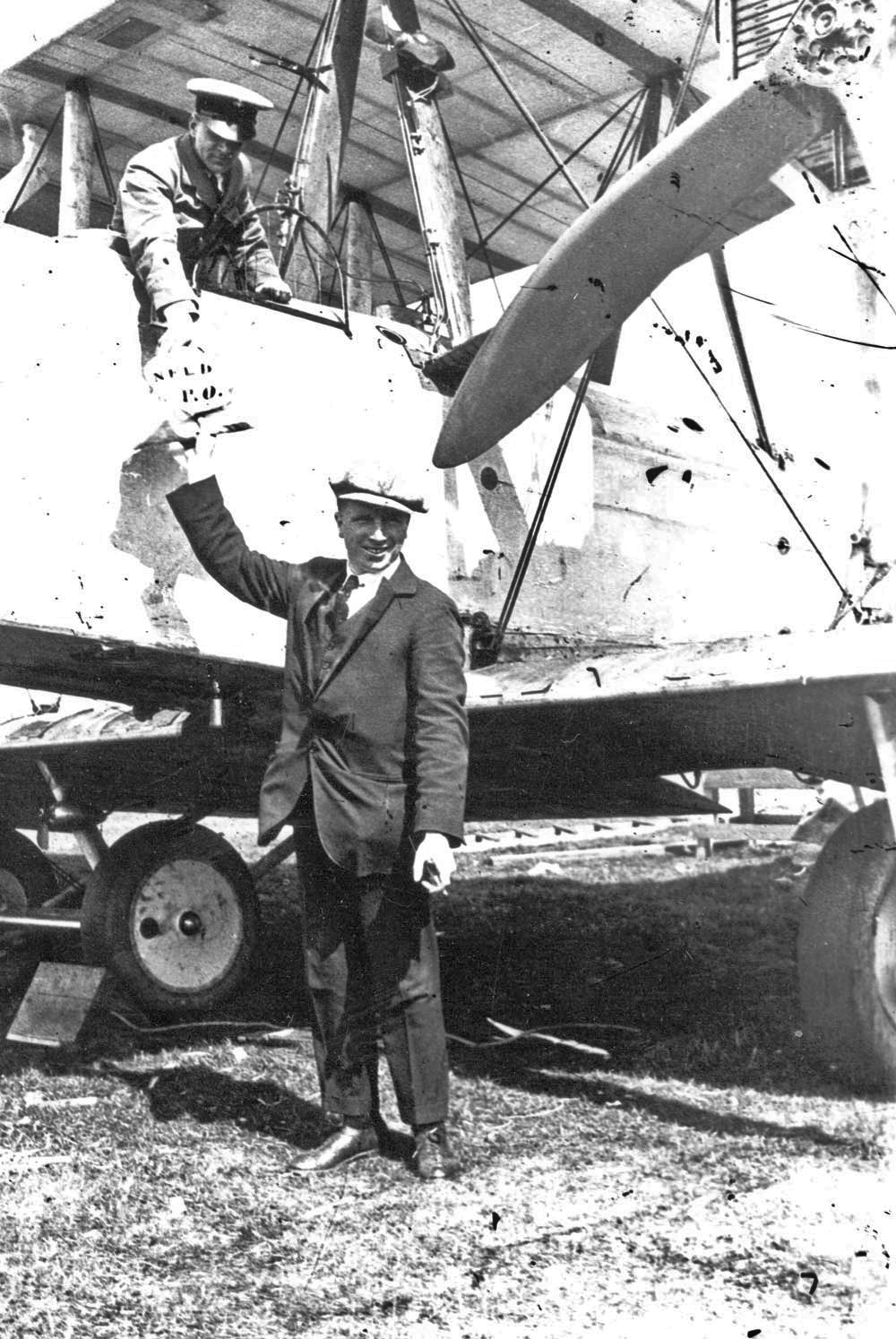
Alcock en Brown laden de post in (14 juni 1919)
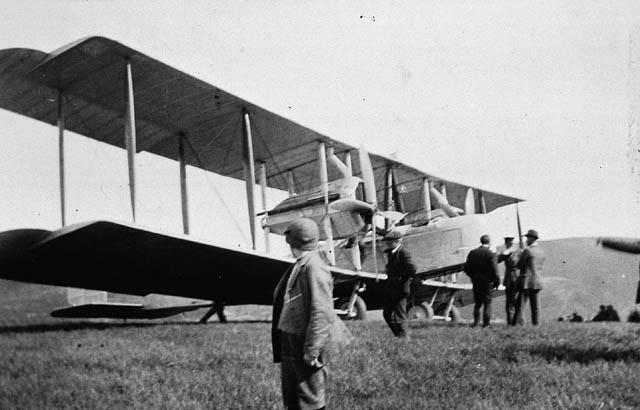
De Vickers Vimy klaar voor de start
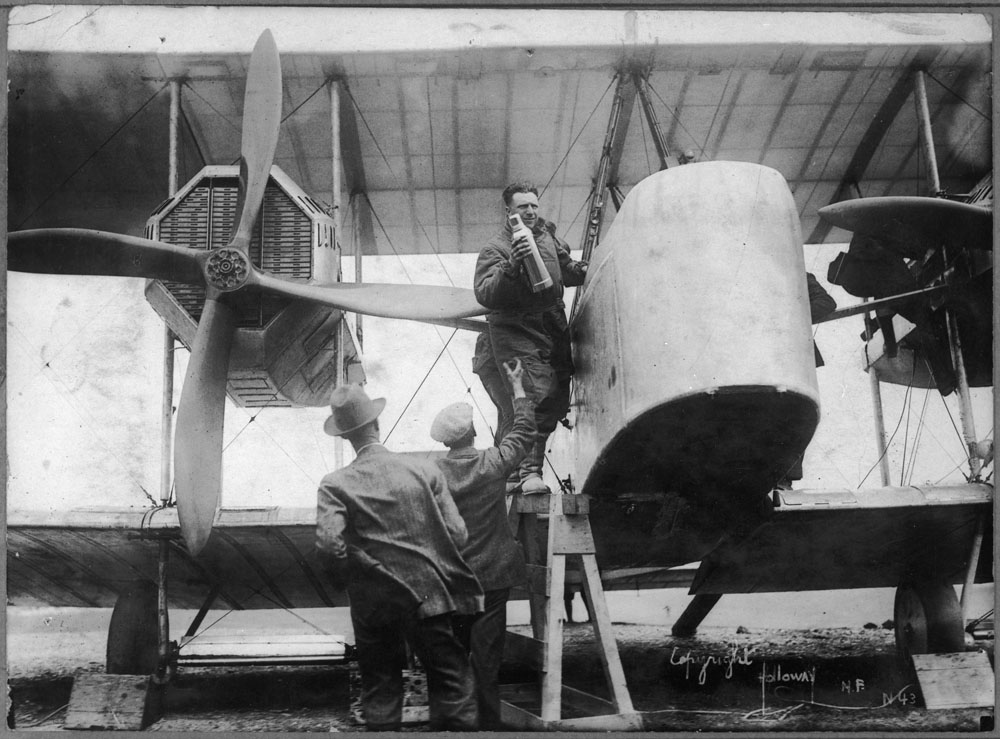
Alcock brengt provisie aan boord van de Vickers Vimy
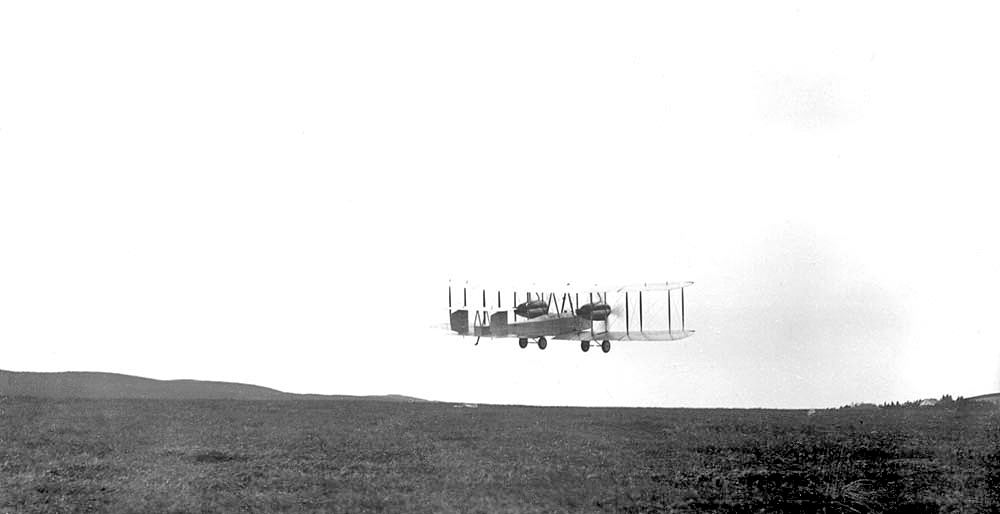
Vertrek op St. John's, Newfoundland op 14 juni 1919